# Vigliano d'Asti
Vigliano d'Asti (Vijan in piemontese) è un comune italiano di 785 abitanti della provincia di Asti nel territorio storico dell'Astesana, in Piemonte. Fa parte della Comunità collinare Val Tiglione e dintorni.
L'intera zona fa parte del patrimonio mondiale dell'UNESCO.

## Storia

### Simboli
Lo stemma e il gonfalone sono stati concessi con decreto del presidente della Repubblica del 1º dicembre 1952.
Il gonfalone è un drappo partito di bianco e di rosso.

## Monumenti e luoghi d'interesse

### Architetture civili e militari
CastelloGià esistente nel 1130, poi andò distrutto e su quei resti fu costruito l'attuale dai De Montibus, che ne fecero la loro dimora. Rimaneggiato più volte nei secoli, ha quasi del tutto perso le caratteristiche tipiche di una fortezza. La facciata principale è d'origine ottocentesca.

## Società

### Evoluzione demografica
Abitanti censiti

## Amministrazione
Di seguito è presentata una tabella relativa alle amministrazioni che si sono succedute in questo comune.
| Periodo        | Periodo        | Primo cittadino     | Partito                           | Carica  | Note  |
| -------------- | -------------- | ------------------- | --------------------------------- | ------- | ----- |
| 14 giugno 1985 | 31 maggio 1990 | Carlo Colombo Gabri | Democrazia Cristiana              | Sindaco | [ 9 ] |
| 31 maggio 1990 | 24 aprile 1995 | Carlo Colombo Gabri | Democrazia Cristiana              | Sindaco | [ 9 ] |
| 24 aprile 1995 | 14 giugno 1999 | Carlo Colombo Gabri | centro                            | Sindaco | [ 9 ] |
| 14 giugno 1999 | 14 giugno 2004 | Carlo Colombo Gabri | lista civica                      | Sindaco | [ 9 ] |
| 14 giugno 2004 | 8 giugno 2009  | Emma Jonne Adorno   | lista civica                      | Sindaco | [ 9 ] |
| 8 giugno 2009  | 26 maggio 2014 | Emma Jonne Adorno   | lista civica                      | Sindaco | [ 9 ] |
| 26 maggio 2014 | 26 maggio 2019 | Emma Jonne Adorno   | lista civica Per Vigliano         | Sindaco | [ 9 ] |
| 26 maggio 2019 | in carica      | Daniele Prasso      | lista civica Insieme per Vigliano | Sindaco | [ 9 ] |